# Abandonrecht
Das Abandonrecht oder Preisgaberecht ist das Recht eines Gesellschafters einer Gesellschaft mit beschränkter Haftung (GmbH), seinen Geschäftsanteil zur Verfügung zu stellen, wenn er eine Pflicht zur unbeschränkten Nachschusszahlung nicht erfüllen kann oder will. 
Anders als bei einer in der Gesellschaftssatzung festgelegten beschränkten Nachschusspflicht, deren Nichterfüllung den Ausschluss des säumigen Gesellschafters (sog. Kaduzierung) bei Fortbestehen der Leistungspflicht zur Folge hat, ist für den Gesellschafter bei Bestehen einer unbeschränkten Nachschusspflicht nicht absehbar, in welcher Höhe er künftig in Anspruch genommen wird. Eine Sanktion wie bei der Verletzung einer beschränkten Nachschusspflicht wäre aus diesem Grunde nicht angemessen, weshalb § 27 GmbHG dem Gesellschafter ein Preisgaberecht gewährt. 
Der Gesellschafter muss dabei den Geschäftsanteil binnen eines Monats nach der Aufforderung zur Nachschusszahlung der Gesellschaft zur Verfügung stellen. Leistet er den Nachschuss nicht und stellt er auch den Geschäftsanteil nicht zur Verfügung, so hat die Gesellschaft die Möglichkeit, ihm mittels Einschreiben zu erklären, dass sie den Geschäftsanteil als zur Verfügung gestellt betrachtet (fingierte Preisgabe). Sodann muss innerhalb eines weiteren Monats die öffentliche Versteigerung des Geschäftsanteils erfolgen. Gelingt die Veräußerung im Rahmen der Versteigerung, so steht der Erlös der Gesellschaft in Höhe der Nachschussforderung zu. Ein eventuell verbleibender Überschuss gebührt dem Gesellschafter. Bleibt die Versteigerung erfolglos, so erwirbt ihn die Gesellschaft zur freien Verfügung.